# يان ريتشاردز
يان ريتشاردز (بالإنجليزية: Ian Richards)‏ (5 أكتوبر 1979 - ) هو لاعب كرة قدم بريطاني في مركز الوسط. لعب مع بلاكبيرن روفرز.

## وصلات خارجية
- يان ريتشاردز على موقع قاعدة بيانات كرة القدم.إي يو (الإنجليزية)